# Janez IV., gospod Arkelski
Janez IV., gospod Arkelski (znan tudi kot Jan Herbard  Arkelski; rojen ok. 1314, umrl 5. maj 1360) je bil gospod Arkelski od leta 1326 do svoje smrti.

## Življenje
Bil je sin Janeza III. in njegove žene Mabelije Voorneške.
Kmalu po očetovi smrti je Janez IV. postal svetnik na dvoru holandskega grofa Viljema IV. Ko je bil njegov polbrat Janez izvoljen za utrechtskega škofa, se je Janez IV. umaknil z dvora. Kljub temu je njegov vpliv še naprej rasel, ko je pridobil več ozemlja. To se je spremenilo po smrti Viljema IV. med bitko pri Warnsu leta 1345. Napetosti med družinama Arkelskih in Duivenvoordskih so se povečale, ko je Viljem Duivenvoordski dobil vpliven položaj na dvoru grofice Margarete Holandske. Nasprotni strani, ki jo je vodil Margaretin sin Viljem V. Holandski, se je nato pridružil Janez IV.
S posojilom je preživljal svojega polbrata, ko je bil kasneje v sporu z območjem Oversticht. Med obleganjem Tiela leta 1350 je podpiral vojvodo Reinalda III. Gelderskega. Ko se je konflikt med Margareto in Viljemom V. stopnjeval, je Janez IV. še naprej podpiral Viljema V. Viljem je Janezu IV. podelil gospostva Haastrecht in Lek.
Sklenil je zavezništvo z Gerardom III. Heemskerškim, Gisbertom II. Nijenrodskim in Janezom I. Egmontskim proti Margaretinim zagovornikom. To je sprožilo vojne trnka in trske. Janez IV. je igral pomembno vlogo v zgodnjih bitkah med to vojno. Sodeloval je v bitki pri Zwartewaalu leta 1351 in vodil enote trsk med obleganjem Geertruidenberga. Leta 1355 je Viljem V. sklenil mir s frakcijo trnkov in prisilil Janeza IV., da se je odrekel delu svoje zemlje. To je privedlo do spora, ki je trajal do leta 1359, ko je Janez kot odškodnino prejel nekaj novih fevdov.
Leta 1358 je Viljema V. odstavil njegov brat Albert, ki je Viljema zaprl z obrazložitvijo, da je postal nor. Janez IV. je nasprotoval Albertu in je želel, da bi Viljemova žena Matilda postala regentka. Kljub temu je Janez IV. kmalu zatem sklenil mir z Albertom.
Janez IV. Arkelski je tudi kupil gospostvo Hagestein in Walraven v Valkenburgu. Janez IV. je umrl 5. maja 1360, nasledil pa ga je njegov sin Oton.

## Poroka in potomci
Leta 1327 se je Janez IV. poročil z Irmgardo, hčerko grofa Otona Kleveškega. Ta poroka je družini Arkelskih prinesla veliko ugleda. Viljem IV. je Janeza IV. naslavljal kot svojega dragega bratranca.
Janez in Irmgard sta imela štiri otroke:
- Janez (1328, †1352) (umrl mlad zaradi rane na turnirju)
- Matilda (1330-1381), poročena z Viljemom V. Horneškim, gospodom Altenskim
- Oton (1332/1334?-† 1396), poročen z Elizabeto Bar Pierremontsko
- Arnold , poročen z N.N. gospo Avezaat;
- Elizabeta (ok. 1335 -1407), poročena z Borrejem iz Haamstedeja

Janez je imel tudi enega nezakonskega sina:
- Janez Volferenski (ok. 1345 – 1423)